# 吳仕偉
吳仕偉（1457年—？），字世美，浙江處州府宣平縣（今屬武義縣）人，明朝政治人物。

## 生平
浙江鄉試第三十九名。弘治三年（1490年）庚戌科進士。六年十二月授禮科給事中。十二年十二月升禮科右，十三年十二月升刑科左，十五年三月升禮科都。

## 家族
曾祖吳均浦；祖父吳子聽；父吳則，主簿。嫡母鄭氏；嫡母戴氏；生母任氏。慈侍下。